# Gary Bettman
 (juin 2021).
Si vous disposez d'ouvrages ou d'articles de référence ou si vous connaissez des sites web de qualité traitant du thème abordé ici, merci de compléter l'article en donnant les références utiles à sa vérifiabilité et en les liant à la section « Notes et références ».
Temple de la renommée : 2018
Temple de la renommée américain : 2019
Gary Bruce Bettman (né le 2 juin 1952 dans le Queens à New York) est un ancien directeur exécutif de la NBA et le Commissaire de la Ligue nationale de hockey depuis 1993.

## Biographie
Il a été choisi pour permettre au hockey sur glace de connaître le même succès que le basket-ball aux États-Unis.
La popularité de la ligue a progressé depuis sa nomination, mais l'enthousiasme des Américains pour le hockey passe toujours derrière le basket-ball, le football américain et le baseball.